# رقص زنبور

در رقص قرقره‌ای، مسافت منبع با کندو وابسته به زمان حرکت موج‌وار زنبور و جهت آن زاویه ۴۵ درجه با خورشید است.

رقص زنبور (به انگلیسی: Waggle dance) یا زبان رقص زنبور (به آلمانی: Tanzsprache) یک ابزار ارتباطی میان زنبورهای عسل است.

## کردارشناسی
زنبور عسل اروپایی (نام علمی: Apis mellifera)، در کندو زندگی می‌کند. در هر کندو ۳۰ هزار تا ۴۰ هزار زنبور جمع شده‌اند و رفتار آن‌ها در مجموعه پیچیده‌ای متمرکز شده‌است. زنبورهای کارگر کیلومترها دورتر از کندو به جستجوی غذا می‌پردازند؛ شهد و گرده گیاهان گوناگون را جمع می‌کنند، بین گونه‌های مختلف گیاهی و جمعیت‌های گیاهان پرسه می‌زنند تا ببینند کدام یک از آن‌ها غذای پرانرژی‌تری را می‌دهد. خوراک زنبوران عسل معمولاً در قطعاتی پراکنده از زمین‌ها یافت می‌شود و هر یک از این قطعات بیش از آنچه یک زنبور بتواند به کندوی خود ببرد غذا در خود دارد. کلنی زنبور عسل توانایی بهره‌گیری از منابع غذایی این قطعات را دارد؛ زیرا زنبورهای پیشاهنگ رفتارهایی دارند که محل این قطعات را مشخص می‌کنند و از طریق زبان رقص به هم‌کندویی‌ها اطلاع می‌دهند. کارل فون فریش (دانشمند اتریشی برنده جایزه نوبل فیزیولوژی و پزشکی) پس از سال‌ها بررسی توانست از جزئیات این نظام ارتباطی پرده بردارد.

## رقص‌ها پیام‌ها را می‌رسانند

### رقص گردون
هرگاه منبع غذایی فاصله‌ای کمتر از تقریباً ۱۰۰ متر داشته باشد، زنبور با رقصی شبیه @ به دیگر زنبورها منبع غذایی را می‌شناساند.

### رقص قرقره‌ای
رقص قرقره‌ای (به آلمانی: Schwänzeltanz) (گاهی رقص حرکتی (به انگلیسی: Waggle Dance) خوانده می‌شود) رقصی است که در آن زنبور به دیگر همنوعان خود منبع غذایی را با اعلام مسافت و زاویه نسبت به خورشید معرفی می‌کند. زنبور پیشاهنگ با بازگشت پیروزمندانه خود به کندو، الگویی از رفتاری چشمگیر به نمایش می‌گذارد که در شأن عمودی اجرا می‌شود. مسیری که زنبور به هنگام رقص طی می‌کند به شکل θ است. در مسیری که زنبور دوباره طی می‌کند (یعنی خط وسط θ)، زنبور شکم خود را می‌لرزاند یا تکان می‌دهد و در همان حال صداهایی از خود بیرون می‌دهد. این زنبور ممکن است گه‌گاه متوقف شود تا نمونه شهدی را که در چینه‌دانش جمع کرده و با خود به کندو آورده‌است به هم کندویی‌ها بدهد. زنبور، در همان حال که می‌رقصد تعدادی زنبور نیز به دنبالش راه می‌افتند. این زنبورها همان‌هایی خواهند بود که به عنوان جمع‌کننده‌های غذا به سمت منبع غذایی جدید راه می‌افتند.
دانشمندان دریافتند که زنبوران دیگر از این اطلاعات حین رقص استفاده می‌کنند تا محل منبع جدید غذایی را پیدا کنند. زنبور پیشاهنگ جهت منبع غذایی را با نشان دادن زاویه بین منبع غذایی و کندو بر مبنای موقعیت خورشید به زنبوران دیگر توضیح می‌دهند. زاویه بین کندو و منبع غذایی همان زاویه‌ای است که بخش وسط شکل θ با خط عمود در شان کندو می‌سازد.

## فناوری نوین
اخیراً پژوهشگران با ساختن ربات‌های شبیه زنبور که رقص آن‌ها کاملاً از دور کنترل می‌شود، بررسی‌های خود را دربارهٔ زبان رقص زنبورهای عسل گسترش داده‌اند. رقص ربات‌ها با رایانه برنامه‌ریزی و رقص طبیعی زنبور به‌طور کامل بازآفرینی می‌شود؛ این ربات حتی گاهی توقف می‌کند و نمونه غذای منبع جدید غذایی را به زنبوران می‌دهد! استفاده از ربات زنبور عسل به دانشمندان فرصت می‌دهد تا به‌طور دقیق مشخص کنند زنبور عسل چه سرنخ‌هایی را به دست می‌دهد تا هم کندویی‌های خود را به منبع غذایی جدید رهنمون کند.